# Exoneurella eremophila
Exoneurella eremophila là một loài Hymenoptera trong họ Apidae. Loài này được Houston mô tả khoa học năm 1976.

## Hình ảnh

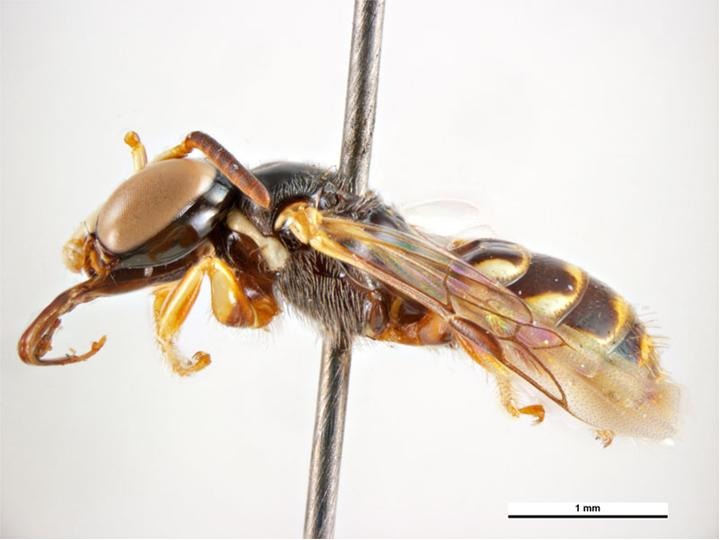